# ユルメのレイデ
「ユルメのレイデ」は、日本の音楽ユニット・mihimaru GTの5作目のシングル。

## 概要
- 前作「H.P.S.J. -mihimaru Ball MIX-/So Merry Christmas」から約5ヶ月ぶりのシングル。
- 表題曲はダリヤ『パルティ』のCMソングに使用された。

## 収録曲
1. ユルメのレイデ [4:12]
作詞：hiroko & mitsuyuki miyake
作曲：mitsuyuki miyake
編曲：mitsuyuki miyake & 鈴木ヒロト
2. プライスレス [3:42]
作詞：hiroko & mitsuyuki miyake
作曲：mitsuyuki miyake
編曲：mitsuyuki miyake & 守尾崇 & 鈴木ヒロト
3. ユルメのレイデ (Instrumental) [4:12]
作曲：mitsuyuki miyake
編曲：mitsuyuki miyake & 鈴木ヒロト
表題曲のインストゥルメンタル。
4. プライスレス (Instrumental) [3:38]
作曲：mitsuyuki miyake
編曲：mitsuyuki miyake & 守尾崇 & 鈴木ヒロト
カップリング曲のインストゥルメンタル。

## 参加ミュージシャン
mihimaru GT
- hiroko：Vocals & Rap
- mitsuyuki miyake：Vocals & Rap & Programming

Additional Musician
- 養父貴：Guitar (#1,3)
- 橘井健一：Guitars (#2,4)
- 田辺トシノ：Bass (全曲)
- DJ MINORU：Turntable (#1,3)
- 近尚也：Trumpet (#1,3)
- 中雅志：Trombone (#1,3)
- 秋山幸宏：Sax (#1,3)
- 鈴木ヒロト：Keyboards & Programming (#2,4)

## タイアップ
- ダリヤ『パルティ』CMソング (#1)

## 収録アルバム
- mihimalife (#1)
- THE BEST of mihimaru GT (#1)
- 10th Anniversary BEST 2003-2013 (#1)
- THE SINGLE of mihimaru GT (#1)
- mihimania〜コレクション アルバム〜 (#2 -TAKE 06-)
- mmihimania collection (#2 -TAKE 06-)